# Gnophos francothuringiaca
Gnophos francothuringiaca är en fjärilsart som beskrevs av Andreas Bergmann 1955. Gnophos francothuringiaca ingår i släktet Gnophos och familjen mätare. Inga underarter finns listade i Catalogue of Life.